# Gmina Frombork
Die Gmina Frombork [ˈfrɔmbɔrk] ist eine Stadt-und-Land-Gemeinde im Powiat Braniewski der Woiwodschaft Ermland-Masuren in Polen. Ihr Sitz ist die gleichnamige Stadt (deutsch Frauenburg) mit etwa 2500 Einwohnern.

## Geographie

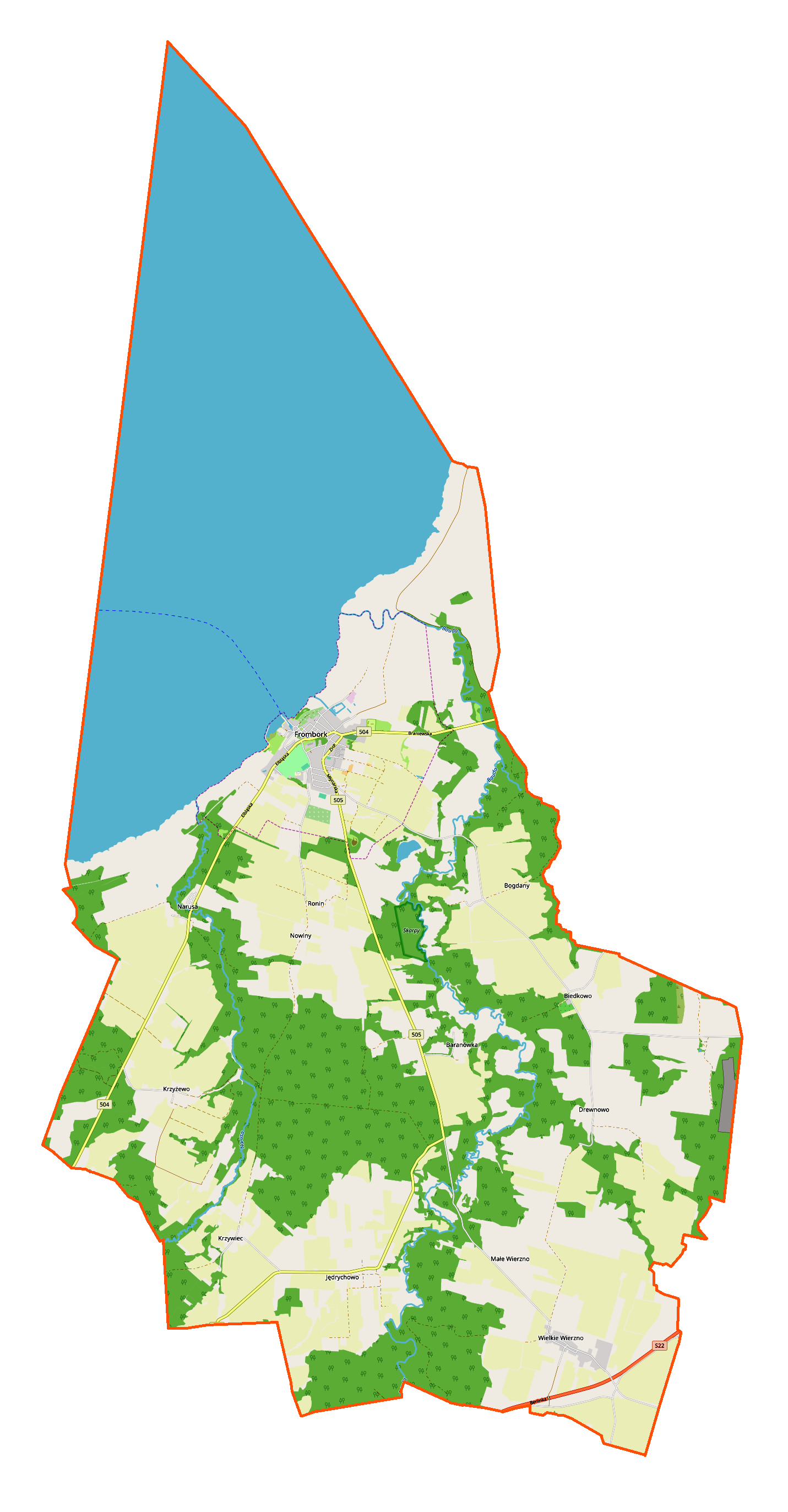
Karte der Gemeinde

Die Gemeinde mit einer Fläche von 125,8 km² liegt im Nordwesten der Woiwodschaft. Ihre Nachbargemeinden sind Braniewo im Osten, Płoskinia im Südosten Młynary im Süden und Tolkmicko im Westen. Im Norden grenzt sie an die Stadtgemeinde Krynica Morska (Kahlberg) auf der Frischen Nehrung. Zum Gemeindegebiet gehört ein Streifen des Frischen Haffs, an dem der Hauptort einen kleinen Hafen besitzt.

## Geschichte
Frombork erhielt 1959 die 1945 aberkannten Stadtrechte zurück. Die Landgemeinde wurde 1973 neugebildet. Stadt- und Landgemeinde wurden 1990/1991 zur Stadt-und-Land-Gemeinde zusammengelegt. Ihr Gebiet gehörte von 1946 bis 1975 zur Woiwodschaft Olsztyn und 1975 bis 1998 zur Woiwodschaft Elbląg. Im Jahr 1999 kam die Gemeinde zur neu gebildeten Woiwodschaft Ermland-Masuren und zum Powiat Braniewski, der wieder eingerichtet wurde.

## Gliederung
Zur Stadt-und-Land-Gemeinde (gmina miejsko-wiejska) Frombork mit 3515 Einwohnern (Stand 31. Dezember 2020) gehören die Stadt selbst und die Dörfer mit Schulzenämtern (sołectwa):
- Baranówka (Schafsberg)
- Baranówka-Leśniczówka
- Biedkowo (Betkendorf)
- Biedkowo-Osada
- Bogdany (Sonnenberg)
- Drewnowo (Drewsdorf)
- Frombork (Frauenburg)
- Jędrychowo (Heinrichsdorf)
- Krzywiec (Dittersdorf)
- Krzyżewo (Kreutzdorf)
- Narusa (Narz)
- Niewiastowo
- Nowe Sadłuki (Neu Sadlucken)
- Nowiny (Neufeld)
- Ronin (Rahnenfeld)
- Wielkie Wierzno (Groß Rautenberg)
- Wilanowo-Leśniczówka